# Dingir
A DINGIR vagy DIĜIR (sumer–akkád 𒀭, óbabiloni 𒀭, 𒀭, óasszír 𒀭, hettita 𒀭, újasszír–újbabiloni 𒀭, 𒀭) az egyik legfontosabb sumer ékjel. A csillag alakú jel önálló szójel, jelentése ég (mint égboltozat), később átvitt értelemben az istenek lakhelye. Ugyanakkor szemantikai komplementum (determinatívum) is, amely a hozzá kapcsolódó szó istenekkel, isteni tulajdonságokkal kapcsolatos voltát jelzi. Ilyenkor külön nem olvasandó, az átírásban felső indexben rövidítve szerepeltetik (például 𒀭𒈹 DInanna), ezzel jelezve, hogy a szó kiejtésében nem részt vevő jel áll a feliraton.
Az akkádok az an szótagjel formájában vették át, An sumer égisten nevének hangzásával. Ennek kettős oka volt, egyrészt az An–Égbolt párhuzam, másrészt az akkád égisten neve Anum, így a jel kiválóan alkalmas volt az an szótag ábrázolására. Írásmódja is leegyszerűsödött. Szintén használták ideogram és determinatívum értelemben, de az AN szótag írására is. További jelentései az akkádban:
- IL- előtag, isten vagy istennő determinatívumként
- il szótag
- iltu = istennő
- ilu = isten, istenség
- an szótag
- ANUM isten
- SAMU, jelentése égbolt

A hettiták an szótagjelként alkalmazták.
A DINGIR unicode kódja U1202D, megjelenése: 𒀭 
Az uruki archaikus szövegekben és más protosumer írásos valamint a sumer protoékírásos megjelenése:  ; 